# Nationaalsocialistische Vrijheidsbeweging
De Nationaalsocialistische Vrijheidsbeweging (Nationalsozialistische Freiheitsbewegung, NSFB) was een Duitse politieke partij gedurende de Weimarrepubliek. De organisatie werd ook aangeduid als de Nationaalsocialistische Vrijheidspartij (Nationalsozialistische Freiheitspartei) in de Reichstag.
De NSFB was in april 1924 opgericht naar aanleiding van het partijverbod van de Nationaalsocialistische Duitse Arbeiderspartij (NSDAP) wegens de Bierkellerputsch. De Bierkellerputsch was een mislukte poging van Adolf Hitler om een staatsgreep te plegen. Wegens de staatsgreeppoging was Hitler veroordeeld tot een gevangenisstraf. Leden en aanhangers van de illegale NSDAP richtten lokale organisaties op. Deze nieuwe lokale nationaalsocialistische organisaties gingen samenwerken met de afdelingen van de Duits-Völkische Vrijheidspartij (Deutschvölkische Freiheitspartei, DVFP). De NSDAP had oudsher hun machtsbasis in het zuiden van Duitsland, terwijl DVFP voornamelijk actief was in noorden van Duitsland. De NSFB was de overkoepelende organisatie van deze lokale groepen. Door de mislukte staatsgreep was ook de Sturmabteilung (SA) verboden, waarbij de Frontbann als alternatief werd opgericht door de NSFB. De Frontbann werd net als de SA eerder geleid door Ernst Röhm. Hitler had minder invloed op de dagelijkse leiding van de NSFB, want hij zat in de gevangenis en hij concentreerde zich voornamelijk op het schrijven van Mein Kampf. Voornamelijk Erich Ludendorff en DVFP-leider Albrecht von Graefe hadden veel invloed op de dagelijkse gang van zaken.
De NSFB werd in de Reichstag gekozen bij de verkiezingen van 1924.
Zetels bij verkiezingen van de Duitse Reichstag
| Verkiezing    | Stemmen   | %          | Zetels               |
| ------------- | --------- | ---------- | -------------------- |
| Mei 1924      | 1.918.329 | 6,6 (6de)  | 32 van de 491 zetels |
| December 1924 | 907.242   | 3,0 (8ste) | 14 van de 491 zetels |

Hitler werd in december 1924 vrijgelaten uit de gevangenis. Op 27 februari 1925 werd de NSDAP weer legaal verklaard. Von Graefe en zijn aanhangers besloten om verder te gaan met de DVFP. Uiteindelijk werden de laatste restanten van de NSFB weer opgenomen in de NSDAP. De DVFP werd in 1933 verboden verklaard door Hitler nadat de NSDAP de macht had veroverd.